# Burberry
Burberry Group plc (LSE: BRBY) este o casă de modă britanică care produce haine, parfumuri și accesorii de lux.  Compania este listată la Bursa din Londra și face parte din indicele FTSE 100.
Conform publicației Business Weekly, Burberry ocupă locul nouăzeci și opt în topul celor mai valoroase mărci din lume.

## Mărci
Burberry Group operează prin cinci mărci.
- Burberry London: Această marcă este folosită pentru o gamă largă de produse.
- Burberry Brit
- Burberry Prorsum
- Burberry Sport
- Thomas Burberry
- Burberry Black Label (marcă pentru bărbați folosită numai în Japonia și Hong Kong din 2011)
- Burberry Blue Label (marcă pentru femei folosită numai în Japonia și Hong Kong din 2011)

## Magazine
Burberry deține 473 de magazine în marile orașe ale lumii. Lista de mai jos nu include magazinele de tip outlet.

### Africa
Egipt
- Cairo

Africa de Sud
- Cape Town

Republica Capului Verde
- Praia

### Asia
China
- Beijing – 7 magazine
- Changchun
- Changsha – 2 magazine
- Chengdu
- Chongquing
- Dalian – 2 magazine
- Fuzhou
- Guangzhou – 2 magazine
- Guiyang
- Hangzhou
- Harbin
- Jinan
- Kunming
- Nanjing
- Ningbo
- Qingdao
- Shanghai – 3 magazine
- Shenyang – 2 magazine
- Shenzhen – 2 magazine
- Suzhou
- Tianjin
- Urumqi
- Wenzhou
- Wuhan
- Wuxi
- Xian
- Zhengzhou

Guam
- Tumon – 2 magazine

Hong Kong
- Insula Hong Kong – 9 magazine
- Kowloon – 8 magazine
- Noile Teritorii – 3 magazine

India
- Bangalore
- Chennai
- Hyderabad
- Mumbai
- New Delhi

Indonezia
- Bali – 3 magazine
- Jakarta – 4 magazine

Japonia
- Chiba – 2 magazine
- Hiroshima
- Ibaraki
- Kyoto
- Miyagi
- Osaka – 2 magazine
- Tokio – 6 magazine
- Yokohama

Coreea de Sud
- Busan – 8 magazine
- Insula Cheju
- Daegu – 4 magazine
- Daejeon – 2 magazine
- Gwangju – 3 magazine
- Gyeonggi-do – 7 magazine
- Incheon – 6 magazine
- Seoul – 21 magazine
- Suwon

Macao
- Macao – 4 magazine

Malaysia
- Kuala Lumpur – 5 magazine

Mongolia
- Ulaanbaatar

Filipine
- Makati
- Manila – 2 magazine

Rusia
- Ekaterinburg
- Moscova – 3 magazine
- Rostov-pe-Don
- Sankt Petersburg

Singapore
- Singapore – 7 magazine

Taiwan
- Hsinchu
- Kaohsiung – 4 magazine
- Taichung – 2 magazine
- Tainan
- Taipei – 10 magazine

Tailanda
- Bangkok – 4 magazine

Vietnam
- Hanoi – 2 magazine
- Ho Și Min – 5 magazine

### Europa
Austria
- Viena

Belgia
- Antwerp
- Bruxelles

Republica Cehă
- Praga

Danemarca
- Copenhaga – 2 magazine

Franța
- Cannes
- Paris – 6 magazine

Germania
- Berlin
- Düsseldorf
- Frankfurt – 2 magazine
- Hamburg
- München

Grecia
- Atena – 3 magazine

Ungaria
- Budapesta

Italia
- Bologna
- Florența
- Milano – 2 magazine
- Roma – 2 magazine
- Veneția – 2 magazine

Olanda
- Amsterdam

Polonia
- Poznan
- Varșovia
- Katowice

Portugalia
- Lisabona

România

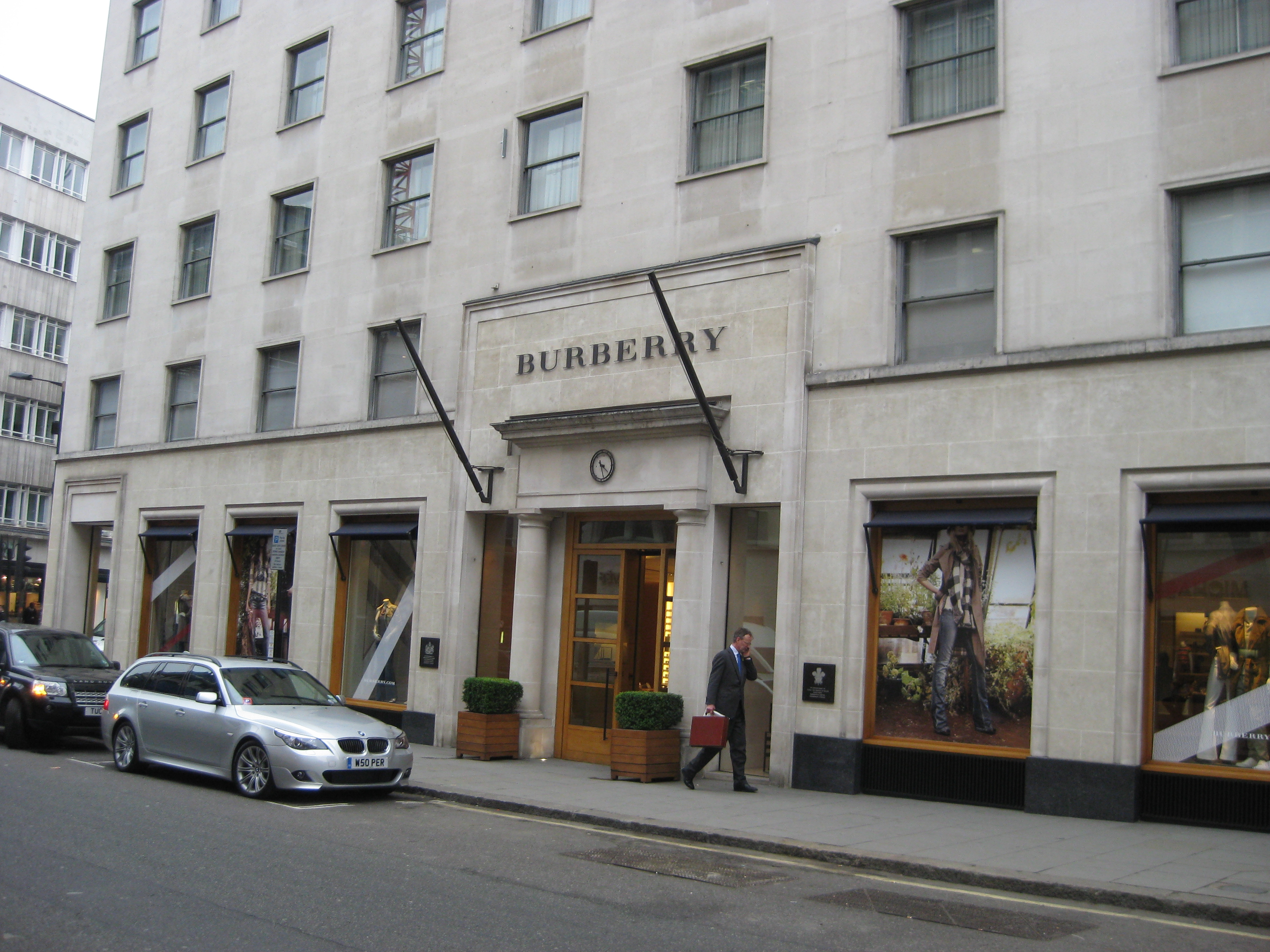
Magazin Burberry în Londra

- București - 1 magazin (str Luterana nr 4)

Serbia
- Belgrad

Spania
- Barcelona
- Madrid
- Puerto Banus

Elveția
- Geneva
- Zürich

Turcia
- Ankara
- Istanbul – 5 magazine

Ucraina
- Kiev

Anglia
- Londra – 12 magazine
- Birmingham
- Manchester - 2 magazine

### Orientul Mijlociu
Azerbaijan
- Baku

Bahrain
- Manama – 2 magazine

Kuwait
- Kuweit – 3 magazine

Liban
- Beirut

Qatar
- Doha

Arabia Saudită
- Al Khobar
- Jeddah
- Riad

Emiratele Arabe Unite
- Abu Dhabi – 2 magazine
- Dubai – 5 magazine

### America de Nord
Canada
- Toronto – 2 magazine
- Calgary
- Vancouver

Mexic
- Cancun
- Ciudad de México – 5 magazine
- Puebla
- Monterrey
- Guadalajara

Statele Unite ale Americii
- Scottsdale, Arizona
- Beverly Hills, California
- Canoga Park, California
- Costa Mesa, California – 2 magazine
- Los Angeles
- Palm Desert, California
- Palo Alto, California – 2 magazine
- Sacramento, California
- San Diego
- San Francisco – 2 magazine
- San Jose, California
- Santa Monica, California
- Walnut Creek, California
- Aspen, Colorado
- Denver, Colorado
- Washington D.C., District of Columbia
- Aventura, Florida
- Boca Raton, Florida
- Coral Gables, Florida
- Naples, Florida
- Orlando, Florida
- Palm Beach Gardens, Florida
- Tampa, Florida
- Atlanta, Georgia
- Honolulu, Hawaii
- Chicago, Illinois – 2 magazine
- Northbrook, Illinois
- Oakbrook, Illinois
- Indianapolis, Indiana
- Towson, Maryland
- Boston, Massachusetts – 2 magazine
- Burlington, Massachusetts
- Natick, Massachusetts
- Troy, Michigan
- Bloomington, Minnesota
- Kansas City, Missouri
- Las Vegas, Nevada – 2 magazine
- Atlantic City, New Jersey
- Hackensack, New Jersey
- Paramus, New Jersey
- Short Hills, New Jersey
- Garden City, New York
- Manhasset, New York
- New York City – 6 magazine
- White Plains, New York – 2 magazine
- Charlotte, North Carolina
- Columbus, Ohio
- King of Prussia, Pennsylvania
- Philadelphia, Pennsylvania
- Pittsburgh, Pennsylvania
- Nashville, Tennessee
- Austin, Texas
- Dallas, Texas
- Houston, Texas
- San Antonio, Texas
- Mclean, Virginia
- Bellevue, Washington – 2 magazine

### Oceania
Australia
- Adelaide
- Brisbane
- Cairns
- Gold Coast
- Melbourne – 3 magazine
- Perth – 2 magazine
- Sydney – 5 magazine

Fiji
- Nadi

Noua Zeelandă
- Auckland
- Christchurch

### America de Sud
Brazilia
- Brasilia
- Sao Paulo

Chile
- Santiago de Chile